# Hey Ya!
Hey Ya! ist ein Lied des US-amerikanischen Hip-Hop-Duos OutKast. Der von André 3000 getextete, komponierte, produzierte und gesungene Titel wurde neben Big Bois The Way You Move als eine von zwei Lead-Singles aus OutKasts fünftem Studioalbum Speakerboxxx/The Love Below ausgekoppelt. Die eklektische Mischung aus Pop, Funk, Rap und Neo-Soul wurde ein kommerzieller und kritischer Erfolg, erreichte Platz eins in mehreren Ländern und wird von Kritikern regelmäßig als einer der besten Songs der 2000er Jahre genannt.

## Produktion

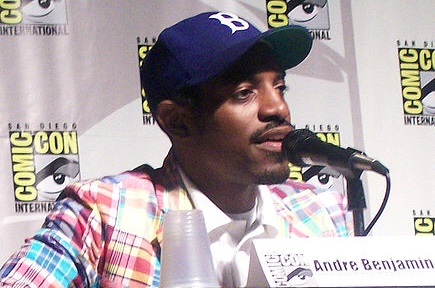
André 3000 (2007)

Nachdem André 3000 Hey Ya! bereits im Jahr 2000 geschrieben hatte, begann er im Dezember 2002 mit der Aufnahme in den Stankonia Studios in Atlanta, Georgia. Inspiriert von Bands wie Ramones, Buzzcocks, The Hives, und The Smiths, begleitete er sich erstmals überhaupt selbst auf einer akustischen Gitarre.
André 3000 spielte das Intro, den ersten Vers, die Hookline und den Gesang im selben Zeitraum ein und benötigte dafür Dutzende Takes. Einige Abende später kehrte er mit dem Sessionmusiker Kevin Kendricks ins Studio zurück und ließ diesen die Bassline auf dem Synthesizer einspielen. Monate danach arbeitete er mit Toningenieur Pete Novak in den Larrabee Sound Studios in Los Angeles zusammen. Die beiden experimentierten mit verschiedenen Soundeffekten, darunter das Singen durch einen Vocoder, und nahmen für jede Zeile 30 bis 40 Takes auf.

## Komposition
Die bestimmende Tonart des Liedes ist G-Dur. Jede aus sechs Takten bestehende Phrase ist durch einen metrischen Wechsel auf dem vierten Takt gekennzeichnet, wodurch ein Song mit 22 Viertelnotenschlägen pro Phrase entsteht, und benutzt die Progression I–IV–V–VI. G- und C-Dur-Akkorde werden jeweils für einen oder zwei Vier-Viertel-Takte gespielt. Danach nutzt André 3000 eine falsche Kadenz in Folge eines Zwei-Viertel-Taktes des dominanten D-Dur-Akkords, die in zwei Vier-Viertel-Takte eines E-Dur-Akkords (gegen einen G in der Melodie, e-Moll implizierend). Der Song hat ein Tempo von 159 BPM, Andrés Gesangsdarbietung umfasst mehr als eineinhalb Oktaven zwischen B3 und G5.
Das Lied beginnt mit drei Auftakten, von André 3000 mit „one, two, three, oh“ angezählt, wobei das „oh“ mit dem ersten Schlag zusammenfällt. Der Text beschreibt in der ersten Strophe die Sorgen und Zweifel seines Protagonisten innerhalb einer romantischen Beziehung. Er fragt sich, ob das Paar nur aus Gründen der „Tradition“ zusammenbleiben würde: „But does she really wanna (mess around) but can’t stand to see me walk out the door?“ In einem Interview sagte André 3000, er halte es für wichtiger „glücklich zu sein, als den (gesellschaftlichen) Erwartungen, wie eine Beziehung zu sein habe, zu entsprechen“. Der Song zelebriere also „wie Frauen und Männer sich in den 2000er Jahren zueinander verhalten“. Danach folgt der Refrain, in dem die Zeile „Hey ya!“ achtmal wiederholt wird, während ein Synthesizer die markante Bassline abspielt.
Während der zweiten Strophe bekommt der Erzähler „kalte Füße“ und stellt die Sinnhaftigkeit einer Fortsetzung seiner Beziehung in Frage: „If what they say is ‚nothing is forever‘… then what makes love the exception?“ Nach der Wiederholung des Refrains beginnt ein Call-and-Response-Abschnitt. André 3000 fragt seine „Fellas“ scherzhalber „What’s cooler than being cool?“, worauf diese in einer Overdub-Version von Andrés Stimme mit „Ice cold!“, einer Anspielung auf seinen Künstlernamen (siehe Musikvideo) antworten. Dann wendet er sich an die „Ladys“, deren Antwort aus einem Overdub der Stimme von Rabeka Tuinei, einer Assistentin des Toningenieurs, besteht.
Das Break prägte die Phrase „Shake it like a Polaroid picture“, eine Anspielung auf die von Polaroid mitentwickelte Sofortbildfotografie. Fotos, die mit frühen Filmversionen aufgenommen wurden, wurden geschüttelt, um den Vorgang des Trocknens zu beschleunigen. Während des Breaks werden außerdem die Musikerin Beyoncé und die Schauspielerin Lucy Liu in einer Weise erwähnt, die auf den Destiny’s-Child-Titel Independent Women aus der Neuverfilmung von 3 Engel für Charlie anspielt. Obwohl mit der Zeile „now all Beyoncés and Lucy Lius“ alle „unabhängigen Frauen“ gemeint sein sollen, gab André 3000 zu, sie in den Text eingefügt zu haben, weil das Video zu Independent Woman gerade im Fernsehen lief, während er an dem Song arbeitete.
Das Lied endet mit der Wiederholung des Refrains und blendet danach aus.

## Musikvideo
Das von Bryan Barber gedrehte Musikvideo ähnelt konzeptionell jenem zu Paul McCartneys Coming Up und ist außerdem an den wegweisenden Auftritt der Beatles im Rahmen der Ed Sullivan Show am 9. Februar 1964 angelehnt. Die Handlung wurde jedoch nach London verlegt. Anfang und Ende des Videos passen zu jenen von The Way You Move, sodass die beiden Videos in beliebiger Reihenfolge hintereinander gesehen werden können. Ein gemeinsames Video, das beide Clips vereint, wurde auf der Kompilations-DVD OutKast: The Videos veröffentlicht.
Nachdem er Hey Ya! gehört hatte, plante Barber, basierend auf der musikalischen Struktur des Titels, ein Video rund um den Beatles-Auftritt bei Ed Sullivan zu drehen. Er zeigte André 3000 das Footage und hatte die Idee, die British Invasion umzukehren, indem er die fiktive US-Gruppe The Love Below in einer britischen Fernsehsendung auftreten und populär werden lassen würde. Das Video wurde mithilfe von Motion-Control-Fotografie binnen zwei Tagen im August 2003 auf einer Soundstage der Universal Studios in Los Angeles aufgenommen. Die Besetzung umfasste mehr als 100 Frauen. Jeder von Andrés 3000s Parts wurde mehrfach aus verschiedenen Winkeln gefilmt, während er den Song im Zuge der Dreharbeiten insgesamt 23-mal performte. Weil die Entscheidung, den Titel als Single zu veröffentlichen, spontan erfolgte, hatte André keine Zeit, eine Choreografie auszuarbeiten und musste alle Tanzschritte improvisieren. Als erstes wurde sein energiegeladener Auftritt als „Ice Cold“ 3000 gefilmt, zuletzt seine Performance als Johnny Vulture, bei der er mit Gitarre auf einem Stuhl sitzt.

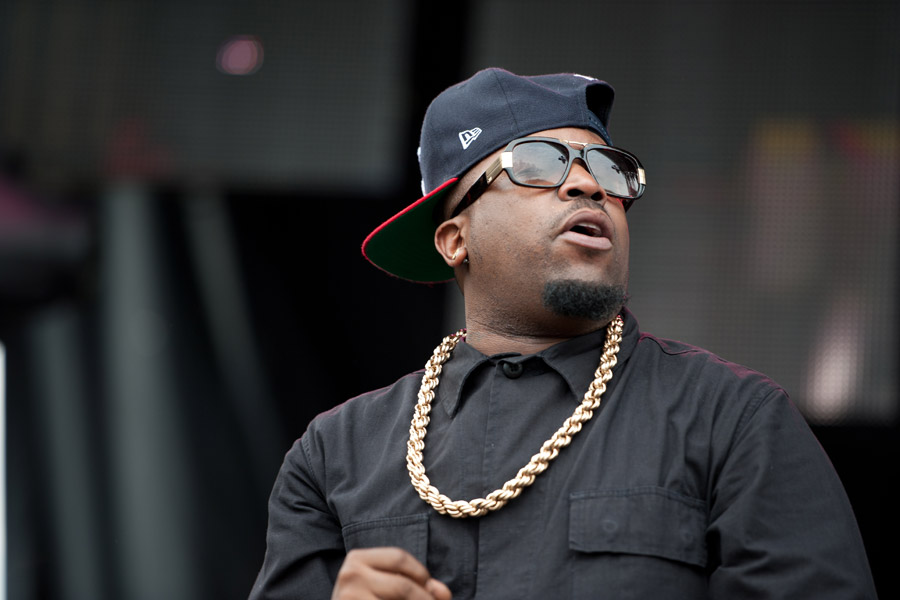
Antwan André Patton alias Big Boi

Im Video spielt André alle acht Mitglieder von The Love Below selbst: Leadsänger André „Ice Cold“ 3000, Gitarrist Johnny Vulture, Bassist Possum Jenkins, Keyboarder Benjamin André, Schlagzeuger Dookie und die dreiköpfige Back-up-Gruppe The Love Haters. Das Video beginnt mit dem von Big Boi gespieltem Bandmanager Antwan, der sich hinter der Bühne mit „Ice Cold“ und Dookie unterhält. Unterdessen versucht ein von Ryan Phillippe verkörperter Schwarz-Weiß-Fernsehmoderator das ausschließlich weibliche, lauthals kreischende Live-Publikum zu beruhigen. Nachdem er die Bandmitglieder vorgestellt hat, beginnen diese zu spielen. Während eine Frau auf die Bühne stürmt und von einer Sicherheitskraft entfernt werden muss, fällt eine andere in Ohnmacht. Eine Familie tanzt in ihrer Wohnung vor dem Fernsehgerät. Als die Band das Publikum mit der Zeile „Shake it like a Polaroid picture“ animiert, zücken einige Fans ihre Sofortbildkameras und schütteln die damit erzeugten Fotos. „Ice Cold“ tanzt mit einem Fan auf der Bühne, ehe das Video mit einigen Freunden der Band endet, die die Performance betrachten und diskutieren.

## Rezeption
Hey Ya! erhielt hervorragende Kritiken. Cynthia Fuchs vom Online-Magazin PopMatters beschrieb den Track als „brillant mitreißend“ und „ausgeflippt mit elektrisierender Vielfalt“. Will Hermes von Entertainment Weekly nannte ihn den eingängigsten Song auf dem Doppelalbum, Nick Southall von Stylus einen der besten Songs in OutKasts Diskografie. In der von Robert Christgau betreuten Jahresumfrage unter hunderten von Kritikern, Pazz & Jop, belegte der Titel mit 322 Nennungen Platz eins vor Beyoncés Crazy in Love mit 203 Nennungen. Die Zeitschrift Blender reihte das Lied 2005 auf Platz 15 seiner „500 Greatest Songs Since You Were Born“, Pitchfork nahm es 2008 in eine ähnliche Liste auf.
Sein ungewöhnliches Arrangement brachte Hey Ya! Vergleiche mit Künstlern unterschiedlichster Genres ein. Brent DiCrescenzo von Pitchfork bezeichnete den Song als Höhepunkt des Albums und meinte, er würde Instrumentalmusik im Stil von The Flaming Lips mit der Energie von Prince’ Little Red Corvette mischen. Uncut beschrieb den Song als „Power Pop mit Anklängen frühen 80er-Electros“ bzw. eine „Mischung aus The Knack und der ersten Seite von The Thes Soul Mining“. In der Zeitschrift Blender wurde der Titel als Mischung aus Ike Turners Soul und Devos New Wave sowie später als „Electro-/Folk-Rock-/Funk-/Power-Pop-/Hip-Hop-/Neo-Soul-/kitchen-sink-rave-up“ charakterisiert. Der für den Rolling Stone schreibende Jon Caramanica verglich André 3000s Gesang mit jenem eines „Indie-Rock-Little-Richard“ und das Hintergrund-Arrangement mit jenem des Beatles-Albums Abbey Road. 2004 listete dieselbe Publikation den Titel auf Platz 182 ihrer Aufstellung der 500 besten Songs aller Zeiten.
In der Zeitschrift New York wurde Hey Ya! ebenfalls mit der Musik der Beatles verglichen und zu den besten Singles des Jahres gezählt. Stephen Thomas Erlewine nannte den Song einen „glühenden“ Mix aus Electro, Funk und Soul. Der NME verglich den Versuch, das Lied zu klassifizieren hingegen mit dem Versuch, „Wasser mit dem Lasso einzufangen“ und beschrieb es stattdessen als „monumentales Geplänkel zwischen der Chamberwick-Green-Brassband, einem Kabarett-Auftritt auf einem Kreuzfahrtschiff, einem Zeichentrick-Gospelchor und einem schlechten MC mit Schluckauf, unterstützt von der Besetzung einer Amateurproduktion von Der Zauberer von Oz. Irgendwie“. 2014 listete die Zeitschrift Hey Ya! auf Platz 83 ihrer 500 besten Songs aller Zeiten, 2021 reihte der Rolling Stone das Lied in seiner Liste auf Platz zehn vor.

## Kommerzieller Erfolg
In den Vereinigten Staaten stieg Hey Ya! Mitte Oktober 2003 auf Platz 57 in die Billboard Hot 100 ein und war zwischen dem 13. Dezember und dem 7. Februar des Folgejahres neun Wochen lang Nummer eins. Das Lied war insgesamt 32 Wochen in den Hot 100 vertreten. Außerdem avancierte die Single zum Nummer-eins-Hit in Australien, Kanada, Norwegen und Schweden.
In Deutschland stieg das Lied im November 2003 auf Platz 32 der Singlecharts ein und erreichte seine beste Platzierung im Januar 2004 mit Platz sechs. Insgesamt hielt es sich 26 Wochen in den deutschen Charts. Zudem belegte Hey Ya! in den deutschen Single-Jahrescharts 2018 Platz 34. In Österreich platzierte sich das Lied 31 Wochen lang in den Charts und erreichte die höchste Platzierung im Februar 2004 mit Rang vier. Auch in der Schweiz war Hey Ya! ein Charterfolg. Das Lied platzierte sich 32 Wochen lang in der Hitparade und verzeichnete am 25. Januar 2004 mit Platz neun seine Höchstplatzierung. In den britischen Musikcharts erreichte das Lied am 14. Februar 2002 mit dritten Platz die Höchstposition, insgesamt verbrachte es in Großbritannien 25 Wochen in den Top 100.
Hey Ya! wurde international mehrfach mit Platin ausgezeichnet und verkaufte insgesamt rund 4,5 Millionen Einheiten. Darüber hinaus gewann das Lied zahlreiche Preise, unter anderem einen Grammy Award in der Kategorie Best Urban/Alternative Performance. Das Video wurde unter anderem mit vier MTV Video Music Awards, einem BET Award und einem Soul Train Music Award bedacht. Bei der Grammy-Verleihung mussten sich OutKast in der Kategorie für die Aufnahme des Jahres Coldplays Clocks und in der Kategorie für das beste Musikvideo Johnny Cashs Hurt geschlagen geben. Zudem knackte das Lied als erster Titel auf iTunes die Marke von einer Million Downloads.
In Verbindung mit dem kommerziellen Erfolg half die Textzeile „Shake it like a polaroid picture“, die 2001 erstmals insolvente Firma Polaroid kurzfristig zu revitalisieren. Obwohl sich das Schütteln moderner Filme sogar negativ auf das endgültige Foto auswirken kann, beschloss das Unternehmen eine Kooperation mit einer Werbeagentur, um die Popularität des Titels für sich zu nutzen. Polaroid sponserte Partys für OutKast, auf denen Kameras an Prominente verteilt und von diesen benutzt wurden. Zudem schloss das Duo einen Vertrag mit der Firma ab, wonach es bei einigen seiner Konzerte Polaroid-Kameras in Szene setzen musste. Polaroid veröffentlichte keine Verkaufszahlen, sein öffentliches Image, das zuvor unter dem Siegeszug der Digitalfotografie gelitten hatte, erfuhr aber einen kurzzeitigen Aufschwung. Die erneute Insolvenz und den anschließenden Verkauf des Unternehmens 2009 konnte der Erfolg von Hey Ya! aber nicht mehr verhindern.

### Chartplatzierungen
| ChartsChartplatzierungen       | Höchstplatzierung | Wochen |
| ------------------------------ | ----------------- | ------ |
| Deutschland (GfK)              | 6 (26 Wo.)        | 26     |
| Österreich (Ö3)                | 4 (31 Wo.)        | 31     |
| Schweiz (IFPI)                 | 9 (32 Wo.)        | 32     |
| Vereinigte Staaten (Billboard) | 1 (32 Wo.)        | 32     |
| Vereinigtes Königreich (OCC)   | 3 (25 Wo.)        | 25     |

| ChartsJahrescharts (2004)      | Platzierung |
| ------------------------------ | ----------- |
| Deutschland (GfK)              | 34          |
| Österreich (Ö3)                | 16          |
| Schweiz (IFPI)                 | 31          |
| Vereinigte Staaten (Billboard) | 8           |
| Vereinigtes Königreich (OCC)   | 25          |

### Auszeichnungen für Musikverkäufe
| Land/Region                  | Auszeichnungen für Musikverkäufe (Land/Region, Auszeichnung, Verkäufe) | Verkäufe   |
| ---------------------------- | ---------------------------------------------------------------------- | ---------- |
| Australien (ARIA)            | 11× Platin                                                             | 770.000    |
| Dänemark (IFPI)              | Platin                                                                 | 90.000     |
| Deutschland (BVMI)           | 2× Platin                                                              | 600.000    |
| Italien (FIMI)               | Platin                                                                 | 50.000     |
| Kanada (MC)                  | Gold                                                                   | 20.000     |
| Neuseeland (RMNZ)            | 6× Platin                                                              | 180.000    |
| Norwegen (IFPI)              | Platin                                                                 | 10.000     |
| Schweden (IFPI)              | Platin                                                                 | 20.000     |
| Spanien (Promusicae)         | Platin                                                                 | 60.000     |
| Vereinigte Staaten (RIAA)    | Diamant                                                                | 10.000.000 |
| Vereinigtes Königreich (BPI) | 4× Platin                                                              | 2.400.000  |
| Insgesamt                    | 1× Gold · 28× Platin · 1× Diamant ·                                    | 15.200.000 |

## Coverversionen
Aufgrund des starken Rock-Einflusses auf Hey Ya! erfuhr der Song in den Jahren nach seiner Veröffentlichung zahlreiche Neuinterpretationen. 2006 führte Mat Weddle, Frontmann der Indie-Folk-Band Obadiah Parker, im Rahmen einer lokalen Open-Mic-Veranstaltung eine Akustikversion des Titels auf. Ein Freund lud ein Video der Performance auf YouTube hoch, wo es ein viraler Hit wurde. Weddles von der Slowcore-Band Red House Painters inspiriertes Cover ist deutlich langsamer als das Original, stützt sich auf sein rhythmisches Gitarrenspiel und verwandelt das markante Break in ein „Staccato-Geläut“. Die Version erhielt international Airplay und zog viele weitere Akustik-Covers nach sich.
Eine weitere, von Sam Lloyd gesungene Akustikversion, ist in der 2009 erstmals ausgestrahlten Episode Mein Bahamas, Teil 2 der achten Staffel der Fernsehserie Scrubs – Die Anfänger zu hören. 2015 veröffentlichte Scott Bradlee’s Postmodern Jukebox eine selbst arrangierte Big-Band-Version mit der Sängerin Sara Niemietz, über die Publikationen wie Billboard, Time und New York Daily News berichteten.
Die britische Alternative-Metal-Band Sleep Token veröffentlichte 2018 ein Cover von Hey Ya!, bei dem sich Sänger Vessel solo auf dem Klavier begleitet, als Single.